# 山內積良
山內積良（原名金田積良，1883年—1949年2月2日）是任天堂公司第二代社长，任期为1929-1949年。他是前社长山内房治郎的女婿。

## 生平
山內積良本姓金田，在娶山內房治郎之女為妻時，因山內房治郎膝下無子，故在結婚時順便入贅山內家，改姓山內。
1929年山內積良從岳父手中接掌任天堂。他执掌任天堂时，它已是日本第二大骨牌制造商，但仍只是一家小店。1933年，他把任天堂小店改組成一家合资公司，将其命名为「山内任天堂合伙公司」。1947年创立了子公司「丸福公司」。
1949年因中风退休，不久后去世，由其孙山内溥继任社长。

## 外部連結
- 關於山內房治郎和山內積良[永久]